# Kommunehospitalet i Köpenhamn
Kommunehospitalet var ett sjukhus i stadsdelen Indre by i Köpenhamn som byggdes 1858–1863 och lades ner den 1 maj 1999. Det drevs ursprungligen av Köpenhamns kommun - därav namnet - och övergick sedan till Hovedstadens Sygehusfællesskab när detta bildades (vilket i sin tur lades ner med den danska kommunreformen 2007).
Byggnaderna har ritats av arkitekten Christian Hansen. Sjukhuset byggdes ut 1954 genom stadsarkitekten Frederik Christian Lund med byggnader i samma stil. Den 1 april 1954 upprättades världens första egentliga intensivvårdsavdelning med professorn i anestesiologi Bjørn Ibsen som chef. Kung Fredrik IX av Danmark avled på sjukhuset den 14 januari 1972.
De kulturminnesmärkta byggnaderna används idag av Center for Sundhed og Samfund ("Centrum för hälsa och samhälle") under Köpenhamns universitet och daghemmet Hvepsereden ("Getingboet"), som drivs av Köpenhamns Kommun. En av universitetets föreläsningssalar har uppkallats efter Christian Hansen.
Sjukhuset ligger mellan Øster Farimagsgade, Bartholinsgade, Øster Søgade och Gammeltoftsgade.